# Lawrenceville (Georgia)
Lawrenceville – miasto w Stanach Zjednoczonych, w stanie Georgia, siedziba hrabstwa Gwinnett. Należy do obszaru metropolitalnego Atlanty. Swoją siedzibę główną ma tutaj Kościół Prezbiteriański w Ameryce. 

## Demografia
Według spisu w 2020 roku liczy 30,6 tys. mieszkańców, oraz ma silnie zróżnicowaną populację, gdzie 39% stanowią osoby białe (30,5% nie licząc Latynosów), 38% to czarnoskórzy lub Afroamerykanie, 7,3% było rasy mieszanej i 6,8% to Azjaci. Pochodzenie latynoskie deklarowało 21,3% populacji. 